# Thil-Manneville
Thil-Manneville – miejscowość i gmina we Francji, w regionie Normandia, w departamencie Sekwana Nadmorska.
Według danych na rok 1999 gminę zamieszkiwało 450 osób, a gęstość zaludnienia wynosiła 66 osób/km² (wśród 1421 gmin Górnej Normandii Thil-Manneville plasuje się na 472. miejscu pod względem liczby ludności, natomiast pod względem powierzchni na miejscu 552.).